# The Yellow Kid
The Yellow Kid (Mickey Dugan) personatge de còmics nord-americà que va aparèixer entre 1895 i 1898 al New York World de Joseph Pulitzer, i més tard al New York Journal de William Randolph Hearst. Creada i dibuixada per Richard Felton Outcault a la tira còmica Hogan's Alley (i més tard també amb altres noms), va ser una de les primeres tires còmiques de suplements dominicals d'un diari nord-americà, tot i que la seva disposició gràfica ja s'havia establert a fons en la política, i altres cartoon purament per a l'entreteniment. La seua principal novetat rau en el fet que incorpora per primera vegada la paraula escrita mitjançant globus a la seqüència d'imatges, per part d'Outcault. The Yellow Kid va influir en l'aparença bàsica i l'ús dels globus en les tires còmiques posteriors dels diaris i els còmics. Conta la història d'un xiquet vestit de groc que representa la forma de vida i els baixos fons de les classes socials més pobres de l'època. La caricatura va ser creada per ajudar a educar els lectors rics dels diaris en què apareixia la historieta, mostrant-los una mica de com era la vida de les persones que vivien en la pobresa. L'objectiu d'Outcault era fer que aquests lectors rics comprenguessin més la situació dels pobres, en lloc de jutjar-los i assumir que mereixien estar en la pobresa.
The Yellow Kid també és famós per la seva connexió amb l'encunyació del terme "premsa groga". La idea de la premsa groga es referia a històries sensacionalitzades per tal de vendre diaris, i va rebre el nom de la tira còmica de "Yellow Kid". Tot i que era un dibuix, el treball d'Outcault va dirigir el seu humor i comentaris socials al públic adult de Pulitzer. La tira ha estat descrita com "un teatre de la ciutat de principis de segle, en què les tensions de classe i racials del nou entorn urbà i consumista van ser representades per un grup entremaliat de nens de la ciutat de Nova York del costat equivocat de les pistes".

## Personatge
The Yellow Kid era un nen calb i amb dents descalços que duia una camisa de dormir groga de mida gran i es trobava en un carreró dels barris marginals típic de determinades zones miserables que existien a la ciutat de Nova York de finals del segle xix. Hogan's Alley estava ple de personatges igualment estranys, la majoria d'altres nens. Amb un somriure ximple, el Nen parlava habitualment amb un argot peculiar i irregular, que estava estampat a la seva camisa, un dispositiu destinat a embrutar les cartelleres publicitàries.

El cap de The Yellow Kid es va dibuixar completament afaitat com si s'hagués enfilat recentment de polls, una visió habitual entre els nens dels guetos de cases de Nova York en aquell moment. La seva camisa de dormir, un regal d'una germana gran, era blanca o blau pàl·lid a les primeres tires de color.
| «                                                | The Yellow Kid no era un individu sinó un tipus. Quan anava als barris marginals amb tasques als diaris, em trobava amb ell sovint, sortint per les portes o assegut a les portes brutes. Sempre he estimat el nen. Tenia un caràcter dolç i un tarannà assolellat, i era generós fins a la falta. La malícia, l'enveja o l'egoisme no eren trets seus, i mai va perdre la calma. | » |
| — Richard F. Outcault, d'una entrevista de 1902, | |   |

## Història
El personatge que després es convertiria en The Yellow Kid va aparèixer per primera vegada a l'escena en un paper secundari menor en una tira còmica, publicada a la revista Truth el 1894 i el 1895. Els quatre dibuixos animats diferents en blanc i negre es van considerar populars, i un dels ells, Fourth Ward Brownies, van ser reimpresos el 17 de febrer de 1895 al New York World de Joseph Pulitzer, on Outcault va treballar com a dibuixant tècnic. The World va publicar un altre tira còmica més recent de Hogan's Alley menys d'un mes després, i això va ser seguit per la primera impressió en color de la tira el 5 de maig de 1895. Hogan's Alley es va convertir gradualment en una tira còmica a color del suplement del diumenge a pàgina completa amb el Yellow Kid (que també apareixia diverses vegades a la setmana) com a personatge principal.
The Yellow Kid comptava, per primera vegada, amb les tres condicions que permetien identificar el gènere del còmic tal com el coneixem hui. En primer lloc, articulava un relat sencer mitjançant una seqüència d'imatges consecutives. En segon lloc, integrava el text en la imatge. I, finalment, introduïa un personatge estable i conegut pel lector al llarg d'una sèrie.
En un principi, tenia un espai xicotet amb dos quadres, un dalt i l'altre baix, i a la seua samarreta groga es llegien paraules que el xiquet deia o pensava. Va guanyar tanta popularitat que va començar a ser imprès a tota pàgina.
A finals del segle xix, la premsa nord-americana era la més àgil i avançada del món. En este context, Joseph Pulitzer fou propietari d'un periòdic novaiorquès, New York World, que el 1893 va traure el primer suplement dominical en color. Pulitzer va encarregar a Outcault la creació d'una sèrie d'historietes com a arma publicitària. L'autor Outcault va guanyar molts diners perquè augmentaren notablement les vendes del New York World. D'esta manera s'avivava la competència entre dos grans grups de comunicació: William Randolph Hearst i Pulitzer. Outcault va començar a dibuixar per als dos diaris, i The Journal va igualar en quantitat les vendes amb el New York World. A este últim no li va agradar açò i llavors li va fer un juí al The Journal diguent que era el propietari de la famosa historieta.
Els editors dels dos diaris: New York World i The Journal, Hearst i Pulitzer, respectivament, feien qualsevol cosa per vendre, inventaven històries increïbles que mai havien succeït, cada vegada hi havia una major presència de The Yellow Kid, i per tant, per tot això els dos diaris començaren a ser nomenats com The Yellow Kid Papers i ràpidament fou reduït el nom a The Yellow Papers. Així fou com va sorgir el nom de «periodisme groc» (sensacionalisme). Degut a l'alta demanda, es va comercialitzar la imatge del xiquet, que apareixeria en anuncis de sopa o de whisky. Des de The Yellow Kid començaren a aparèixer historietes fins que es va crear el model d'historieta actual creada en 1905 per Rudolph Dirks en «Buster Brown», publicada a The Journal.
Outcault deu bona part del seu mèrit, com un dels primers protagonistes en la història del còmic, a l'alemany Wilhem Busch i al francès Christophe, els dos grans mestres de l'era "precòmic". Ells portaren a la seua màxima perfecció els dos elements base de la història moderna: el muntatge i l'heroi. Outcault va aprendre d'ells la importància de l'el·lipsi, els plànols alterns i la continuïtat de les aventures d'un personatge.
La publicació es va aturar bruscament a principis de 1898, a mesura que les guerres de circulació entre els diaris rivals van disminuir i Outcault va perdre l'interès pel personatge quan es va adonar que no podia mantenir el control comercial exclusiu sobre ell. L'última aparició de The Yellow Kid s'apunta amb més freqüència com el 23 de gener de 1898 en una tira sobre tònic per al cabell.

## El mite del primer còmic
L'èxit de Yellow Kid va provocar que les primeres recerques dutes a terme sobre el còmic, als anys 1960, reconeguessin les històries del personatge creat per Outcault com el primer comic americà i la primera tira còmica publicada periòdicament a la premsa, passant per alt obres cronològicament anteriors de dibuixants nord-americans com Arthur Burdett Frost o Charles Saalburgh. De fet, Yellow Kid va arribar a ser fins i tot proclamat primer còmic de la història del 9è art.
Yellow Kid també és sovint vist com el precursor de l'ús del globus al còmic, malgrat que el personatge d'Outcault sempre s'expressa mitjançant el text escrit sobre la seva samarreta groga. Només el 25 d'octubre de 1896 utilitza un globus per a expressar-se.

## Galeria d'imatges

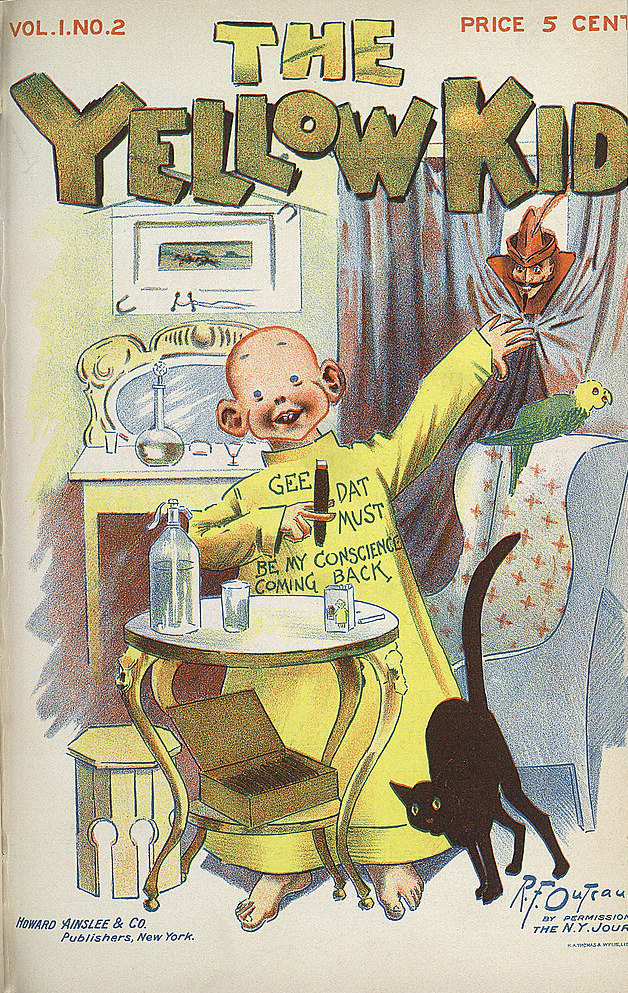
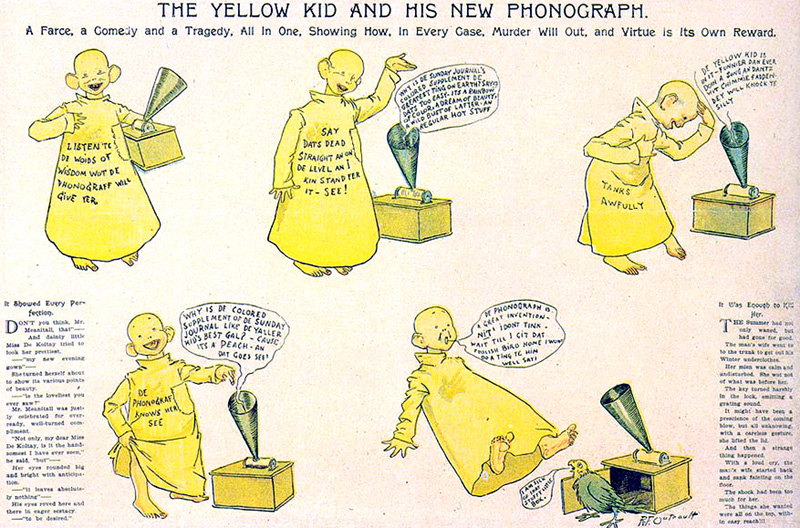
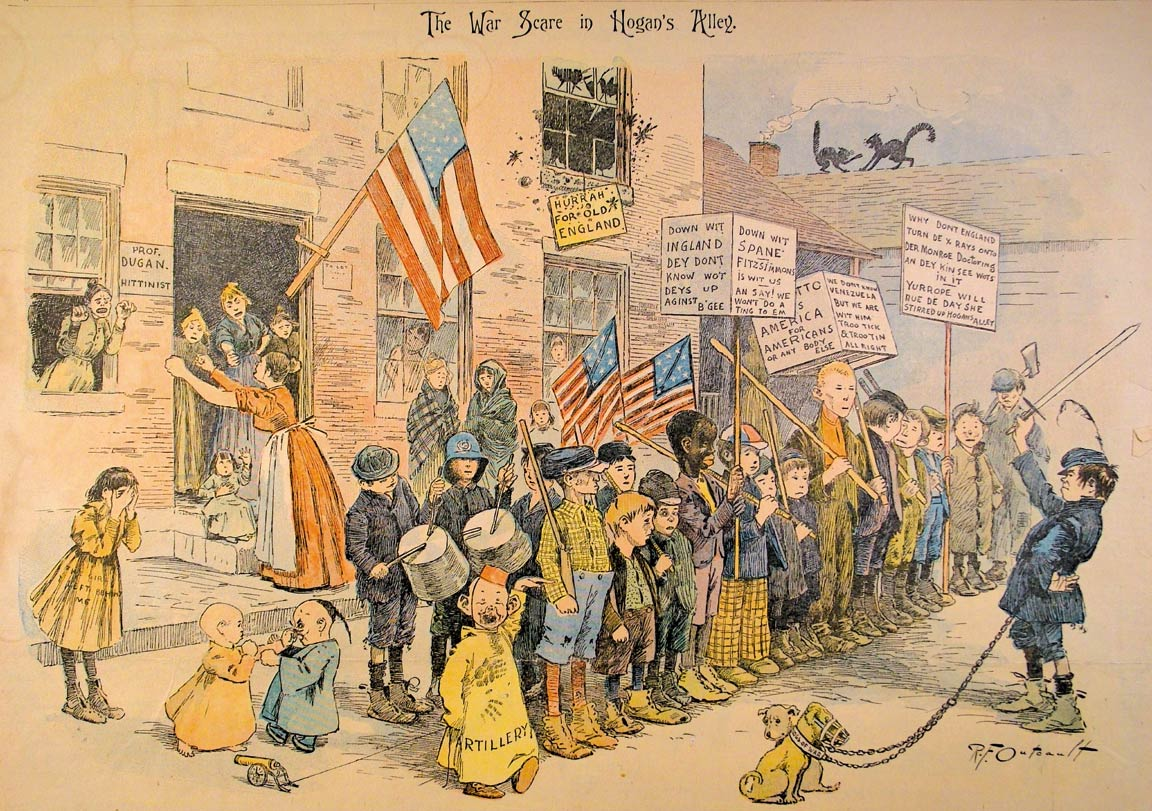
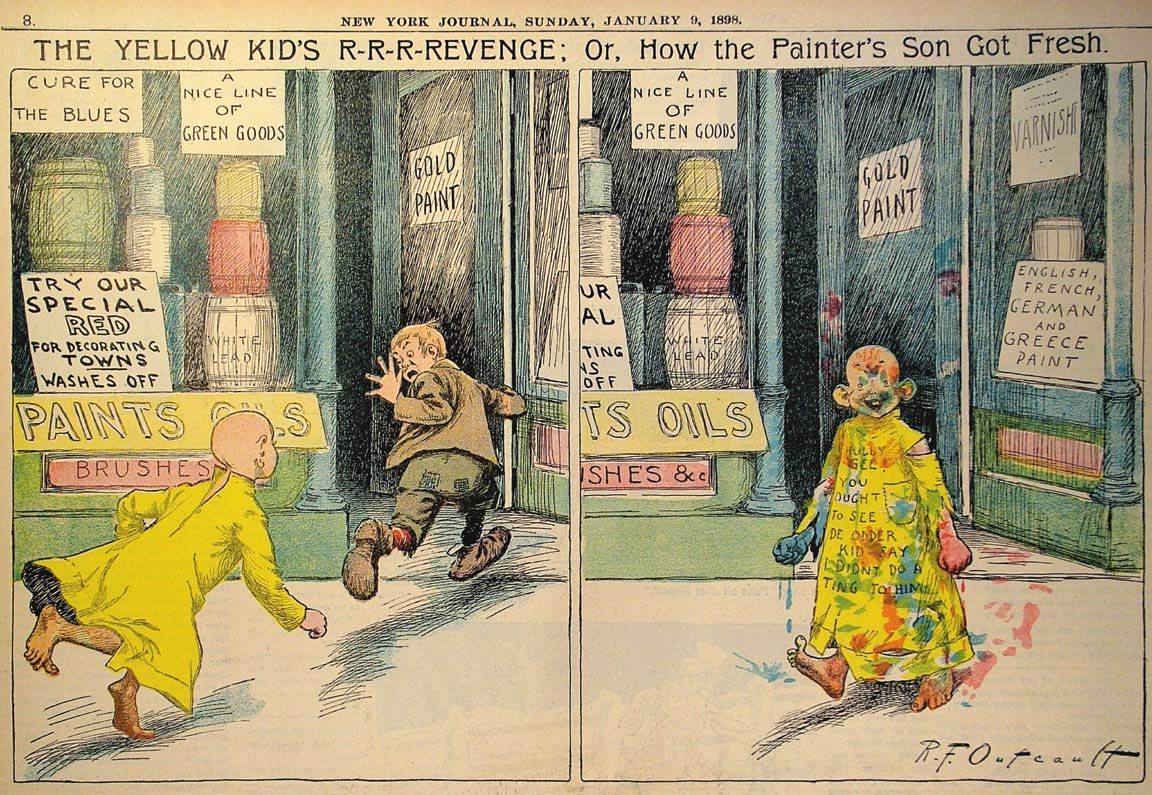